# Miguel A. Núñez, Jr.
Miguel A. Nunez, Jr. est un acteur américain, né le 11 août 1964 à New York.

## Biographie
Né dans une famille de neuf enfants à New York, Nuñez a déménagé avec sa famille en Caroline du Nord, où il a grandi et a terminé ses études secondaires. Après le lycée, il s'installe à Los Angeles avec le rêve de devenir acteur.
Son expérience à Los Angeles n'a pas été aussi bonne qu'il l'avait espéré. Pendant les cinq premières années, il ne put décrocher aucun poste d'acteur pour la télévision ou le cinéma et fut forcé de gagner de l'argent d'une autre manière.
Au début des années 80, il commence à s'intéresser de près à l'industrie, remportant des rôles invités dans des séries comme Automan, La Cinquième Dimension, Amen, ainsi que des rôles dans des films comme Joy of Sex (1984), Vendredi 13, chapitre 5 (1985) et Le Retour des morts-vivants (1985).
Le travail cinématographique a commencé à prendre forme à la fin des années 80, bien que Nuñez ait continué à jouer des personnages de fond sans nom tels que l'homme au nez cassé dans Les Nuits de Harlem (1989) et le membre de l'équipe 4 dans L'Arme fatale 3 (1992).  Au milieu des années 90, cependant, il a commencé à jouer des personnages de soutien tels que Dee Jay dans Street Fighter et Bugs dans Hard Vice (tous deux en 1994).
Nuñez a fini par occuper le devant de la scène à la fin des années 90 en commençant par jouer un rôle dans la série télévisée The Faculty (en) dans le rôle de Luis Jackson et dans le long métrage Les Sexton se mettent au vert (1997). Il a également joué dans Why Do Fools Fall in Love (1998) et Perpète (1999).
En 2002, Nuñez a été choisi pour jouer le rôle principal dans la comédie de basket-ball Juwanna Mann, dans le rôle de Jamal, renvoyé de sa ligue et qui décide de s'habiller en drag and play pour la ligue féminine.
Vivant toujours à Los Angeles, Nuñez aide les sans-abri de la Union Rescue Mission grâce à son programme Sparks of Hope. 
Il est marié et a deux filles.

## Filmographie

### Cinéma
- 1985 : Vendredi 13, chapitre 5 : Une nouvelle terreur : Démon
- 1985 : Le Retour des Morts-Vivants : Spider
- 1989 : Les Nuits de Harlem : l'homme au nez cassé, bras droit du frère de Tony Small
- 1992 : L'Arme fatale 3 (Lethal Weapon 3) : un inspecteur de police (Squad Member #4)
- 1994 : Street Fighter : Dee Jay
- 1997 : Les Sexton se mettent au vert (For Richer ou Poorer) : inspecteur du fisc Frank Hall
- 1999 : Perpète : Biscuit
- 2002 : Scooby-Doo (film) : Voodoo Maestro
- 2002 : Quoi d'neuf Scooby-Doo ?: Voodoo Maestro
- 2002 : Juwanna Mann : Jamal/Juwanna Man

### Télévision
- 1987-1990 : L'Enfer du devoir : Marcus Taylor
- 1991 : Le Prince de Bel-Air : Slick (saison 1, épisode 23)
- 1993 : Loïs et Clark : Les Nouvelles Aventures de Superman : Jules (saison 1, épisode 3)
- 2002 : Boomtown : Freaktown (saison 1)
- 2003-2003 : Jane et Tarzan : Détective Sam Sullivan (8 épisodes)
- 2003 : Ma famille d'abord : Max
- 2005-2006 : Joey : Zach (nouveau meilleur ami de Joey dans la saison 2)
- 2010 : Blue Mountain State : prostituée (saison 1, épisode 8)